# 神奈川県立横浜国際高等学校
神奈川県立横浜国際高等学校（かながわけんりつ よこはまこくさいこうとうがっこう）は、神奈川県横浜市南区に所在する公立高等学校。

## 設置学科
- 単位制 国際科
- 単位制 国際バカロレアコース（IBコース）専用の新しい校舎がある。
- 国際科にも入試に海外帰国生特別募集があり、海外帰国生も受け入れている。

## 沿革
- 2008年　開校
- 2010年　東京外国語大学との高大連携に関する協定を締結
- 2017年4月 - 国際情報科を国際科に改編
- 2019年　国際バカロレアコース開始
- 2021年　学力向上重点エントリー校に追加

## 生徒
英語教育を極めて重視していることや、それに加えて英語以外の言語や文化の習得、国際理解教育に積極的な高校のため帰国子女、海外就学経験者や留学生が多いのが特徴である。多いときでは全体の3分の1の生徒が何かしらのかたちで海外で就学していた経験を持つという年度もある。また、海外就学経験の無い生徒であっても、このような環境や校風に惹かれて入学を希望する生徒が多いため、互いに刺激しあえる環境であると言える。三年時の半数が英検準一級を持っており、他の進学校と比べても英語力は確かなものだ。

## 特色
- 統合・開校に際し、学力向上進学重点校指定及びスーパーイングリッシュランゲージハイスクール指定を継承
- 2009年度に下記の研究指定校となった
  - 学力向上進学重点校
  - ICT利活用教育重点推進校
  - スーパーグローバルハイスクール（英語教育）
- 海外帰国生徒特別募集実施校
- 第二外国語が必修科目（ドイツ語、フランス語、スペイン語、中国語、アラビア語、ハングルより選択）
- 2019年度から国際バカロレアコース開始
- 主な行事
  - 新入生歓迎会
  - YIS English Workshops（1年次）
  - YIS英語スピーチコンテスト
  - 留学生交流会
  - 海外姉妹校来訪
  - YIS祭（文化祭）
  - 海外修学旅行（2年次）
  - 遠足（3年次）
  - その他希望参加によるサマープログラム（在京大使館・JICA・外資系企業往訪等）及び海外姉妹校往訪等

## 設備
- 自習室
- ラウンジ
- CALL教室
- ICTルーム
- 電子掲示板（1階ホール）
- 国際交流ホール
- ポスト付個人ロッカー
- 自動販売機
- セブンイレブン(実質校内の売店として機能している)
- YISホール

## 著名な出身者
- 栄基（キックボクサー）
- 野田クリスタル（お笑いタレント、マヂカルラブリー）
- 内田恭子（フリーアナウンサー、元フジテレビ）
- かしわ哲（歌手、元「おかあさんといっしょ」歌のお兄さん）
- 梶原しげる（フリーアナウンサー、元文化放送）
- 小林武彦（東京大学教授、日本学術会議会員、元日本遺伝学会会長）
- 中井亜希（セント・フォース所属、フリーアナウンサー、元NHK）
- 三田佐代子（フリーアナウンサー）
- 早坂あきよ（元タレント）
- 宮嶋泰子（テレビ朝日アナウンサー）
- 佐々木かをり（イー・ウーマン代表取締役社長など）
- 重光絵美（女優）

## 交通
出典 : 
| 乗車駅              | 系統                         | 下車停留所        | 運行事業者 |
| ------------------- | ---------------------------- | ----------------- | ---------- |
| 弘明寺口            | 井11・井12                   | 「大池」、徒歩6分 | ■神奈中    |
| JR横須賀線 東戸塚駅 | 東01・東06                   | 「大池」、徒歩6分 | ■神奈中    |
| JR東海道線 戸塚駅   | 横43・横44・戸01・戸03・戸45 | 「大池」、徒歩6分 | ■神奈中    |

徒歩
- 京急本線弘明寺駅より徒歩20分